# Žírová
Žírová je potok v dolním Turci, ve slovenském okrese Martin. Je to pravostranný přítok Zápotočí, má délku 2,7 km a je tokem VI. řádu. Pramení jižně od Necpal a do Zápotočí ústí východně od Ďanové. Potok se nachází v povodí Blatnického potoka.